# Santanadactylus
Santanadactylus (лат., буквально — палец из формации Сантана) — род птерозавров, ископаемые остатки которых впервые найдены в свите Ромуальдо формации Сантана, датируемой альбским ярусом мелового периода на территории Бразилии.

## История открытия и виды
Название роду дал в 1980 году голландский палеонтолог Паул де Бэйсонье. Типовым видом является S. brasilensis, чьё видовое наименование содержит отсылку к Бразилии. Он основан на голотипе UvA M 4894 (Geological Institute of the University of Amsterdam), верхней части правой плечевой кости и правом скапулокоракоиде. К паратипу относятся два шейных позвонка другой особи. Их соотнесли с видом, поскольку они были обнаружены в той же партии из 25 мелкозернистых конкреций, купленных у коллекционеров. Позднее к этому же виду были причислены дополнительные образцы, включая нотариум. Структура плечевой кости указывает на  принадлежность образца к орнитохейридам, однако длинные шейные позвонки указывают на принадлежность к иному семейству.
В 1985 году Петер Велльнхофер, немецкий палеонтолог, написавший многочисленные научные публикации о птерозаврах, назвал три дополнительных вида: S. araripensis, S. pricei и S. spixi. S. araripensis, названный в честь плато Арарипе, был крупным видом, основанным на голотипе BSP 1982 I 89, частичном черепе, не имевшем гребня. S. pricei, названный в честь Ллевеллина Айвора Прайса, был самым маленьким из трёх видов; он был основан на образце BSP 1980 I 122, частичном левом крыле, многие годы к нему также относились дополнительные материалы передних конечностей. S. spixi, имевший промежуточный размер по сравнению с двумя другими видами, основывался на образце BSP 1980 I 121, ещё одном левом крыле, и был назван в честь Иоганна фон Спикса.
Годы спустя виды этого таксона были пересмотрены. Крис Беннетт предположил, что S. brasilensis был химерой птеранодонтида и кого-то ещё. По его мнению, голотип и паратип принадлежали разным формам. S. araripensis и S. pricei являлись птеранодонтидами, а S. spixi был джунгариптеридом. В 1991 году Велльнхофер удалил S. spixi из рода. В 1992 году Александр Келлнер и Диоген де Алмейда Кампос предположили, что S. spixi был тапеяридом; Дэвид Анвин в 2003 году решил, что «Santanadactylus» spixi был видом Tupuxuara. Келлнер в 1990 году переименовал S. araripensis в Anhanguera araripensis, ему последовали Ван и коллеги в 2008 году, несмотря на то, что Вельдмейжер в 2003-м включил его в род Coloborhynchus. Недавние исследования, однако, считают вид S. araripensis сомнительным.
Филогения таксона также является спорной. Де Бэйсонье сначала поместил род в семейство Criorhynchidae. Велльнхофер считал его членом Ornithocheiridae. Согласно Беннетту, S. brasilensis принадлежал птеранодонтидам. Келлнер, заключив, что он смог найти только одну аутапоморфию для Santanadactylus brasilensis, а именно прямую вентральную грань дельтопекторального гребня, вначале посчитал, что более высокая точность классификации невозможна, чем разместить род в подотряде птеродактилей incertae sedis, однако в 2000 году отнёс вид к Pteranodontoidea. S. pricei, по Келлнеру, принадлежал к кладе, происходящей от последнего общего предка Istiodactylus и Anhangueridae. То же самое в его анализе было справедливым для Araripesaurus, рода, который он ранее считал старшим синонимом S. pricei.
По данным сайта Fossilworks, на февраль 2019 года, валидными признаются два вида: S. brasilensis De Buisonjé, 1980 и S. spixi Wellnhofer, 1985.

## Палеобиология
Santanadactylus считается большим птерозавром. Велльнхофер указывает размах крыльев для различных видов от 2,9 до 5,7 метра. Де Бэйсонье оценивал размах крыльев в 6 метров. Возможно, птерозавр был приспособлен к парящему полёту более, чем к машущему.